# Museo del Ferrocarril en Otumba
El Museo del Ferrocarril en Otumba es un recinto museográfico de la ciudad de Otumba de Gómez Farías. El actual museo que se encuentra en la antigua estacón de ferrocarril fue inaugurado el 16 de diciembre de 2006.
El Museo contiene tiene una sala de exposiciones temporales y seis salas museográficas permanentes, en las que se muestra la historia del ferrocarril en México, así como la vida del jefe de estación y de los trabajadores del riel, y la transportación del pulque que se hacía por este medio.

## Historia
La antigua estación de ferrocarril fue edificada en 1906 sobre la línea  México-Veracruz del antiguo Ferrocarril Mexicano, por la Compañía Imperial Mexicana del Camino de Hierro, empresa que obtuvo el terreno en cesión el 24 de marzo de 1866. Al igual que otras estaciones ferroviarias, en la de Otumba se verificaron diversos encuentros armados durante la Revolución Mexicana.